# Marmosa isthmica
Marmosa isthmica is een dwergbuidelrat uit de familie van de opossums (Didelphidae).

## Classificatie
Marmosa isthmica werd voor het eerst wetenschappelijk beschreven door Goldman in 1912. Lange tijd werd het beschouwd als een synoniem van Marmosa robinsoni. Bij genetisch onderzoek naar de verschillende dwergbuidelratten in 2010 bleek Marmosa isthmica een zelfstandige soort.
In 2020 bleek dat het holotype van de voormalige erkende soort Marmosa regina genetisch niet te onderscheiden was van Marmosa isthmica. Hoewel de naam Marmosa regina prioriteit zou hebben omdat het eerder beschreven was, betreft dit een taxon dat al lang problematisch bleek voor de classificatie en om verdere verwarring te voorkomen is wordt het in het vervolg als synoniem van Marmosa isthmica gerekend.

## Verspreiding
Marmosa isthmica bewoont regenwouden van het oosten van de Panamese provincie Bocas del Toro tot het westen van Colombia en Ecuador.

## Leefwijze
Marmosa isthmica is een nachtactief en boombewonend dier. Deze buidelrat voedt zich met name met insecten en fruit.